# Gateway/Northeast 99th Avenue pályaudvar

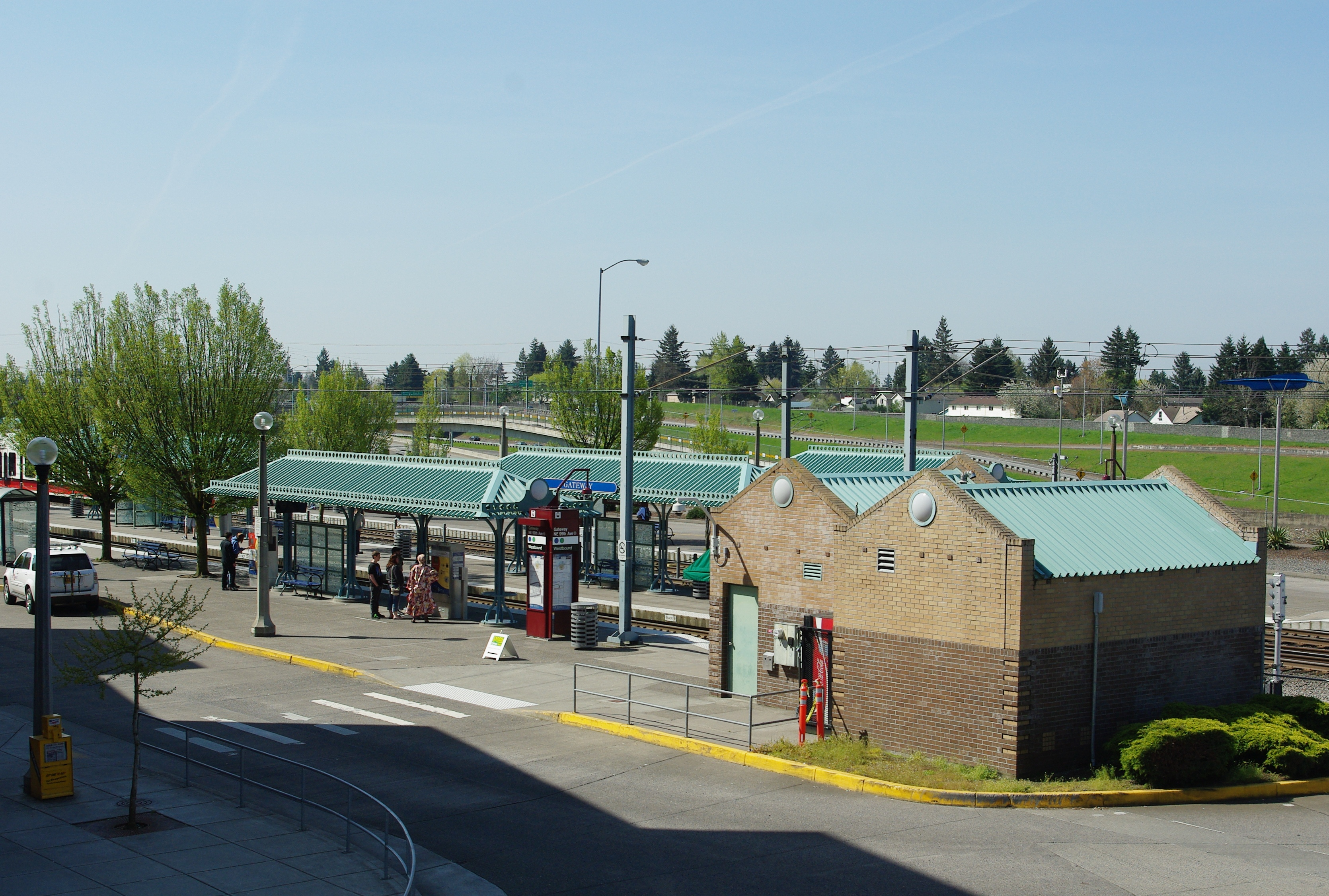
A vágányok és a vezetők pihenőhelyeként és transzformátorként használt épület a parkolóház felől

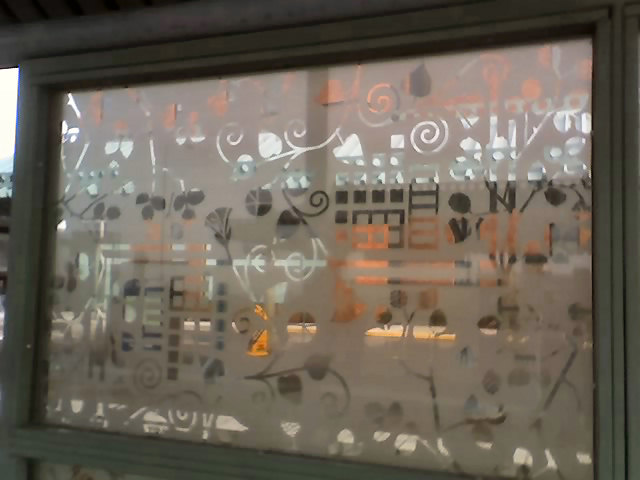
A szélfogók mintázata

A Gateway/Northeast 99th Avenue pályaudvar átszállópont az Oregon állambeli Portlandben, ahol a TriMet és más szolgáltatók autóbuszai, valamint a Metropolitan Area Express kék, zöld és piros vonalai között lehet átszállni, egyben a három vonal innen közlekedik önálló szakaszon.
1986-os megnyitásakor az állomás volt az akkori egyetlen vonal (Portland–Gresham) legforgalmasabbika, egyben 11 autóbusz-járat is indult innen.
A megálló az Interstate 84 és -205 kereszteződése mellett, egy Fred Meyer üzlet mögött helyezkedik el.

## Kialakítása
Az állomásnak három vágánya és az azokat keleti és nyugati oldalról körülölelő buszpályaudvara van. A keleti oldalon elhelyezkedő vágányt a kék- és zöld vonal nyugati irányba közlekedő szerelvényei használják, itt mindkét oldalon ajtót nyitnak. A középső vágányt a belváros felé haladó piros járatok használják, itt a középső peron nyugati oldalán lehet fel- és leszállni, a nyugati vágányhoz tartozó szélső peronhoz pedig a városból kifelé közlekedő vonatok tartoznak.
A vágánykeresztezések kialakítása miatt a befelé közlekedő piros vonatok a középső, az ugyanebbe az irányba haladó kék- és zöld járatok viszont a szélső vágányon haladnak; mivel a keleti irányba haladó vágányokat északi irányból vezették, a piros vonal repülőtér felé közlekedő járatainál irányváltás lenne szükséges. A probléma megoldására a belváros irányába haladó vágányok az állomástól 800 méterre összefonódnak, majd az egyvágányú szakasz az Interstate 205 mentén áthalad a fővonal alatt, majd hurokban megfordulva az állomástól délre becsatlakozik a kifelé haladó irány sínpárjába, ezután a középső vágányra átváltva keresztezi a külső irányt. A tervek szerint új peronok építésével a vonatok később a hurokban való megfordulás nélkül, egyenesen is továbbhaladhatnak majd. Összehasonlítva a kék- és zöld vonalak egyszerűbben, néhány váltón áthaladva keresztezik egymást.
A parkolást eredetileg az utcaszinten oldották meg, de 2006 júniusában egy 690 férőhelyes parkolóházat nyitottak, amely a korábbi, nyitott parkolót váltotta, melynek helyére orvosi rendelő került. Az állomástól délre található egy másik, nyitott parkoló is.

## Autóbuszok

### TriMet
- 15 – Belmont/NW 23rd (►44th Avenue)[4]
- 19 – Woodstock/Glisan (►112th Avenue)[5]
- 22 – Parkrose (►Rose Parkway)[6]
- 23 – San Rafael (►147th Avenue)[7]
- 24 – Fremont (►Legacy Emanuel Hospital)[8]
- 25 – Glisan/Rockwood (►E 181st Ave)[9]
- 87 – Airport Way/181st (►182nd Avenue)[10]

### Más szolgáltatók
- Columbia Gorge Express (►Rooster Rock State Park/►Multnomah Falls (szezonális, Oregon Department of Transportation))[11]

## Műtárgyak
- Tollak: Az állomás 6 méteres oszlopain három darab, egyenként 4-5,5 méteres, szélkakasként funkcionáló alumínium tollformát helyeztek el, amelyeket Frank Boyden tervezett
- Szedermintázat: A megálló szélfogóinak üvegeibe az Oregonban elterjedt földi szedert ábrázoló formákat marattak[12]

| Előző állomás                                     |  | Metropolitan Area Express |  | Következő állomás                                                    |
| ------------------------------------------------- |  | ------------------------- |  | -------------------------------------------------------------------- |
| NE 82nd Avetovább Hatfield Government Center felé |  | Kék vonal                 |  | E 102nd Avetovább Cleveland Avenue felé                              |
| NE 82nd Avetovább PSU South felé                  |  | Zöld vonal                |  | SE Main Sttovább Clackamas Town Center pályaudvar felé               |
| NE 82nd Avetovább Beaverton pályaudvar felé       |  | Piros vonal               |  | Parkrose/Sumner pályaudvartovább Portland International Airport felé |

## Fordítás
- Ez a szócikk részben vagy egészben  a   Gateway/Northeast 99th Avenue Transit Center című angol Wikipédia-szócikk ezen változatának fordításán alapul.  Az eredeti cikk szerkesztőit annak laptörténete sorolja fel. Ez a jelzés csupán a megfogalmazás eredetét és a szerzői jogokat jelzi, nem szolgál a cikkben szereplő információk forrásmegjelöléseként.